# The Spoils of Babylon
The Spoils Before Dying
The Spoils of Babylon est une mini-série américaine créée par Matt Piedmont et Andrew Steele, diffusée du 9 janvier au 6 février 2014 sur la chaîne IFC. Une suite a été commandée par la chaîne, The Spoils Before Dying, diffusée à l'été 2015.
Il s'agit d'une série parodique pastichant et détournant les feuilletons de prestiges, des grandes sagas familiales, tel Le Riche et le Pauvre ou Les oiseaux se cachent pour mourir.
En France, la série a été diffusée à partir du 23 décembre 2014 sur Canal+.

## Synopsis
L'« auteur producteur, acteur, écrivain, réalisateur, raconteur, bon vivant, légende et fabuliste » américain Eric Jonrosh (Will Ferrell), auteur de 57 best sellers en 85 langues, livre un morceau de l'adaptation pour la télévision d'un de ses romans qui a été fait en 1979. La série durait 22 heures et la chaîne de télévision la trouvait trop longue pour la diffuser à l'époque.
La série raconte l'histoire de Jonas Morehouse (Tim Robbins) et ses enfants Devon (Tobey Maguire) et Cynthia (Kristen Wiig) qui font fortune dans le pétrole.

## Distribution
- Tobey Maguire (VF : Damien Witecka) : Devon Morehouse
- Kristen Wiig (VF : Marie-Laure Dougnac) : Cynthia Morehouse
- Will Ferrell (VF : Maurice Decoster) : Eric Cransler Jonrosh / Chah d'Iran
- Tim Robbins (VF : Emmanuel Jacomy) : Jonas Morehouse
- Jessica Alba (VF : Barbara Delsol) : Dixie Mellonworth
- Haley Joel Osment (VF : Jérémy Prévost) : Winston Morehouse
- Val Kilmer (VF : Philippe Vincent) : le général Rod Cauliffe
- Steve Tom (VF : Patrick Poivey) : le général Herman Maddoxton
- Michael Sheen (VF : Laurent Morteau) : Chet Halner
- Cal Bartlett : Cyrus Mego
- Jelly Howie : Marianne Morehouse
- Tony Mirrcandani : Amed
- Molly Shannon (VF : Marie-Laure Beneston) : Meredith Sennheiser
- David Spade (VF : Denis Laustriat) : Talc Munson
- Phillip Wampler : Devon Morehouse jeune
- Isabella Acres : Cynthia Morehouse jeune
- Carey Mulligan (VF : Élisabeth Ventura) : voix de Lady Anne York
- Marc Evan Jackson : le banquier

- Version française
  - Société de doublage : Dubbing Brothers[1]
  - Direction artistique : Marie-Laure Beneston[1]
  - Adaptation des dialogues : Ludovic Manchette[1], Christian Niemiec[1] et Jérôme Dalotel

 Source et légende : version française (VF) sur RS Doublage

## Développement
Le tournage a débuté à Los Angeles le 2 juin 2013.
À la suite du succès relatif de la mini-série, la chaîne a commandé une autre série Spoils à Matt Piedmont et Andrew Steele, intitulée The Spoils Before Dying, qui débutera à l'été 2015, toujours avec Will Ferrell. La série se déroulera cette fois-ci dans les années 1950 et suivra un pianiste de jazz devenu détective privé enquêtant sur un meurtre.

## Épisodes
1. Chapitre un : Un enfant trouvé (The Foundling)
2. Chapitre deux : La Guerre intérieure (The War Within)
3. Chapitre trois : Le Sevrage (Kicking the Habit)
4. Chapitre quatre : L'Avènement de l'empire (The Rise of the Empire)
5. Chapitre cinq : L'Ère du batard (The Age of the Bastard)
6. Chapitre six : Les Portes du paradis (So Sweet the Bells)

## Distinctions
La série est nommée pour deux Emmy Awards lors de la 66e cérémonie des Emmy Awards en 2014 :
- Emmy Award de la meilleure actrice dans une mini-série ou un téléfilm pour Kristen Wiig ;
- Emmy Award de la meilleure musique originale pour Andrew Feltenstein et John Nau.